# Kanton Salcedo
Der Kanton Salcedo befindet sich in der Provinz Cotopaxi nordzentral in Ecuador. Er besitzt eine Fläche von 486 km². Im Jahr 2022 lag die Einwohnerzahl bei rund 67.500. Verwaltungssitz des Kantons ist die Stadt San Miguel de Salcedo mit 12.488 Einwohnern (Stand 2010).

## Lage
Der Kanton Salcedo befindet sich im Südosten der Provinz Cotopaxi. Das Gebiet reicht von der Cordillera Occidental im Westen über das Andenhochtal bis zur Cordillera Real im Osten. Es wird vom Río Patate (Río Cutuchi) in südlicher Richtung durchflossen. Die Fernstraße E35 (Ambato–Quito) durchquert den Kanton in nördlicher Richtung.
Der Kanton Salcedo grenzt im Norden an den Kanton Latacunga, im Osten an die Provinz Napo, im Süden an die Provinz Tungurahua sowie im Westen und im Nordwesten an den Kanton Pujilí.

## Verwaltungsgliederung
Der Kanton Salcedo ist in die Parroquia urbana („städtisches Kirchspiel“)
- San Miguel

und in die Parroquias rurales („ländliches Kirchspiel“)
- Antonio José Holguín (Sta. Lucía)
- Cusubamba
- Mulalillo
- Mulliquindil (Santa Ana)
- Panzaleo

gegliedert.

## Geschichte
Der Kanton Salcedo wurde am 19. September 1919 eingerichtet. Namensgeber war Manuel Antonio Salcedo y Legorburú.
Entwicklung der Einwohnerzahl im Kanton Salcedo bei landesweiten Volkszählungen zum jeweiligen Gebietsstand:
| Jahr                    | Einwohner | +/-    |
| ----------------------- | --------- | ------ |
| 1950                    | 26.321    | –      |
| 1962                    | 27.128    | 3,1 %  |
| 1974                    | 35.399    | 30,5 % |
| 1982                    | 42.004    | 18,7 % |
| 1990                    | 45.322    | 7,9 %  |
| 2001                    | 51.304    | 13,2 % |
| 2010                    | 58.216    | 13,5 % |
| 2022                    | 67.493    | 15,9 % |
| Datenherkunft: Wikidata |           |        |

## Ökologie
Der äußerste Osten des Kantons gehört zum Nationalpark Llanganates.